# 亞科維夫卡
48°42′47″N 36°35′18″E / 48.71306°N 36.58833°E
亞科維夫卡（烏克蘭語：Яковівка）是位於烏克蘭東部的村莊，由哈爾科夫州洛佐瓦區的布利茲紐基市鎮負責管轄。該村始建於1858年，面積0.12平方公里，海拔高度96米，2001年人口58。